# Mogent
El Mogent és un curs d'aigua de 24,5 km, que neix a la comarca del Vallès Oriental al vessant septentrional del Corredor de l'aiguabarreig del Torrent de L'Illa i de Ca l'Arenes, i que s'uneix amb el Congost entre els termes municipals de Montmeló i Montornès del Vallès per formar el Besòs.
El Mogent travessa els municipis de Llinars del Vallès, Cardedeu, la Roca del Vallès, Vilanova del Vallès i Montornès del Vallès. Els seus afluents són diversos torrents i rieres que neixen o bé al massís del Montseny o bé a les Serres del Corredor i de Marina. Alguns són:
Del Vessant Nord (Montseny):
- Riera de Cànoves
- Riera de Giola
- Riera de Vilamajor
- Torrent de Valldoriolf

Del vessant sud (Marina-Corredor):
- Riera de Vallromanes
- Riera d'Ardenya[4]
- Torrent de Séllecs
- Torrent de Sant Bartomeu
- Torrent de Can Mora